# Licence CC0

Pictogramme de la licence CC0

La licence CC0 (Creative Commons Zero) est une licence libre Creative Commons permettant au titulaire de droits d’auteur de renoncer au maximum à ceux-ci dans la limite des lois applicables, afin de placer son œuvre au plus près des caractéristiques du domaine public. 
La licence CC0 concerne tous ceux qui mettent à disposition du contenu. Elle autorise toute personne à réutiliser librement ses travaux, les améliorer, les modifier, quel que soit le but et sans aucune restriction de droit, sauf celles imposées par la loi.
La licence CC0 a été lancée officiellement le 11 mars 2009 par l’organisation Creative Commons.

## Principe
Beaucoup de droits nationaux, dont celui de la France, ne permettent pas à un auteur de déposer une œuvre dans le domaine public pour des raisons autres que celles exigées par la loi, et non pas simplement si l’auteur le souhaite.
La licence CC0 donne aux auteurs la possibilité d’abandonner tous leurs droits d’auteur dans la limite de ceux exigés par la loi. Elle s’applique à toutes les juridictions et est similaire à d’autres licences libres ou open source, comme la licence BSD. L’abandon total des droits d’auteur étant impossible dans certains pays, cette licence est destinée à fournir le moyen le plus complet pour contribuer au domaine public quel que soit le pays concerné.
Le contrat de licence CC0 1.0 a été traduit en plusieurs langues, dont le français.

## Comparaisons avec d’autres licences libres
Contrairement aux autres licences Creative Commons et aux licences GNU GPL ou BSD, il n’y a aucune restriction supplémentaire sur l'œuvre : par exemple, il n’y a pas besoin de citer l’auteur (sauf si la loi du pays l’exige, c’est par exemple le cas en France) ou de redistribuer ou modifier l'œuvre sous la même licence.

## Utilisation
La licence CC0 ne doit pas être utilisée pour des travaux appartenant déjà au domaine public. Cependant, elle peut être utilisée pour des bases de données qui en contiennent.
De plus, on ne peut l’utiliser que pour des travaux sur lesquels on possède les droits, ou une délégation suffisante pour agir au nom d’un tiers.

## Exemples d’œuvres sous licence CC0
- Le projet Open Goldberg Variations : enregistrement et partition musicale des Variations Goldberg de Johann Sebastian Bach
- Le Cycle des NoéNautes, romans de Pouhiou édités par Framasoft
- Le projet Peeragogy Handbook[3], écriture collaborative d’un manuel de connaissances et de techniques sur l’apprentissage par les pairs.
- Sita Sings the Blues (en français, Sita chante le blues), un film d'animation américain réalisé en 2005 par Nina Paley et sorti en 2009.
- 375 000 œuvres numérisées appartenant au domaine public diffusées par le Metropolitan Museum de New York[4]
- 30 000 œuvres numérisées appartenant au domaine public diffusées par le Cleveland Museum of Art[5]
- Les émissions 8ème Art et U.Z.I. de Taiki Sensei sur YouTube[6].
- Les données de Wikidata.